# Saison 5 de Hawaii 5-0
Chronologie
Saison 4 Saison 6
Cet article présente la cinquième saison de la série télévisée américaine Hawaii 5-0.

## Synopsis
Hawaii 5-0 suit le commandant Steve McGarrett, (ex Navy Seal) de la Marine des États-Unis, qui se rend sur l'île d'Oahu dans l'archipel d'Hawaï, pour enquêter sur l'assassinat de son père. Sur place, la gouverneure de l'État le persuade de rester et de former une unité spéciale de police avec carte blanche pour appliquer ses propres règles et méthodes, afin de combattre le crime à Hawaï...

## Distribution

### Acteurs principaux
- Alex O'Loughlin (VF : Alexis Victor) : Lieutenant commander Steve McGarrett
- Scott Caan (VF : Jérôme Pauwels) : Lieutenant Danny Williams (21 épisodes)
- Daniel Dae Kim (VF : Cédric Dumond) : Lieutenant Chin Ho Kelly
- Grace Park (VF : Marie-Ève Dufresne) : Officier Kono Kalakaua
- Masi Oka (VF : William Coryn) : Dr. Max Bergman (15 épisodes)
- Chi McBride : Capitaine Lou Grover
- Jorge Garcia : Jerry Ortega (19 épisodes)

### Acteurs récurrents
- Dennis Chun : Sergent Duke Lukela (18 épisodes)
- Taylor Wily : Kamekona (16 épisodes)
- Teilor Grubbs : Grace Williams (8 épisodes)
- Amanda Setton : Dr Mindy Shaw (6 épisodes)[1]
- Ian Anthony Dale : Adam Noshimuri (4 épisodes)
- Brian Yang : Charlie Fong (2 épisodes (3 et 4))
- Lili Simmons : Amber Vitale / Melissa Armstrong (2 épisodes (16 et 24))

### Invités
- William Mapother : Eric Porter[2] (épisode 2)
- Alysia Reiner : Special Agent Chapman[3] (épisode 4)
- Frankie Valli : Leonard Cassano[4] (épisode 8)
- Eric Dickerson : lui-même[5] (épisode 6)
- Charlie Carver : Travis Kealoha[6] (épisode 8)
- Greg Ellis : Thomas Farrow[7] (épisodes 1, 3, 5, 6 et 8)
- Rebecca Mader : Nicole Booth[8] (épisode 11)
- Sarah Jane Morris : Dr Christine Dupont[9] (épisode 12)
- Melina Kanakaredes : Kathy Millwood[10] (épisode 16)
- Barkhad Abdi : Roko Contee[11] (épisode 15)
- Michael Imperioli : Odell Martin[12] (épisodes 14 et 19)
- Jon Lovitz : Barry[13] (épisode 17)
- Max Weinberg : Norm (épisode 17)
- Cloris Leachman : Ruth Tennenbaum (épisode 17)
- Jessica Lowndes : Emma Mills (épisode 17)
- Pauly Shore : Jake Lockhard[14] (épisode 22)
- Jaleel White : Nolan Fremont[14] (épisode 22)
- Kevin P. Farley : Mickey Dickson[14] (épisode 22)
- Michelle Borth (VF : Valérie Nosrée) : Lieutenant Catherine Rollins (épisode 25)
- Natasha Henstridge : Caroline Porter (épisode 2)
- Carmen Argenziano : Albert Bagosa (épisode 4)
- Lee Tergesen : Gordon Bristol / Joseph Stegner (épisode 4)
- Mirrah Foulkes : Ellie Clayton (épisode 5,6,10 et 18)
- Nick Searcy : Ned Burrows (épisode 5)
- David DeLuise : Brad Weiss (épisode 6)
- Nathan Kress : Jake Kealoha (épisode 8)
- Josie Davis : Patti Gable (épisode 8)
- Grace Phipps : Erica Young (épisode 10)
- Doug Savant : Robert Young (épisode 10)
- Eric Roberts : Richard Sheridan (épisode 10)
- William Forsythe : Harry Brown (épisode 10)
- Willie Garson : Gerard Hirsch (épisode 11)
- Daniel Baldwin : Paul Delano (épisode 12)
- Xzibit : Jason Decker (épisode 14)
- Grant Bowler : Ben Hamilton (épisode 15)
- Michelle Wie : elle-même (épisode 16)
- Randy Couture : Jason Duclair (épisode 16)
- Jimmy Buffett : Frank Bama (épisode 18)
- Raphael Sbarge : Sam Alexander (épisode 18)
- Robert Knepper : Rex Coughlin (épisode 18)
- Kim Wayans : Diane Maxwell (épisode 20)
- Jordan Rodrigues : Carter Akana (épisode 23)
- Tia Carrere : Makana Kalakaua (épisode 24)
- Ken Davitian : Omar Sadek (épisode 24)
- Arden Cho : Mia Price (épisode 17)
- Anna Belknap : Amy Lange (épisode 13)

## Liste des épisodes

### Épisode 1:A'ohe Kahi e Pe'e Ai
- États-Unis /  Canada : 26 septembre 2014 sur CBS[15] / Global
- Suisse : 22 février 2015 sur RTS Un
- France : 14 mars 2015 sur M6[16]
- Belgique : sur RTL-TVI
- Québec : sur Séries+

- États-Unis : 8,97 millions de téléspectateurs[17] (première diffusion)
- Canada : 2,141 millions de téléspectateurs[18] (première diffusion + différé 7 jours)
- France : 2,80 millions de téléspectateurs[19] (première diffusion)

- Ian Anthony Dale (Adam Noshimuri)
- Taylor Wily (Kamekona)
- Christopher Sean (Gabriel Waincroft)
- Dennis Chun (Sgt. Duke Lukela)
- Teilor Grubbs (Grace Williams)
- Shawn Garnett (Flippa)
- Shawn Thomsen (Officer Pua Kai)
- Anthony Ruivivar (Marco Reyes)
- Amanda Setton (Dr Mindy Shaw)
- Johnny Sneed (Edmond Venit)
- Ned Vaughn (Jonathan Redmond)
- Matthew William Lund (Browser)
- Greg Ellis (Owner)
- Bonnie Berger (Dr Carlin)
- Morgan Ayres (Todd Sands)

### Épisode 2:Ka Makuakane
- États-Unis /  Canada : 3 octobre 2014 sur CBS / Global
- Suisse : 1er mars 2015 sur RTS Un
- France : 14 mars 2015 sur M6

- États-Unis : 9,77 millions de téléspectateurs[20] (première diffusion)
- Canada : 1,977 million de téléspectateurs[21] (première diffusion + différé 7 jours)
- France : 2,75 millions de téléspectateurs[19] (première diffusion)

- Anthony Ruivivar (Marco Reyes)
- Dennis Chun (Sgt. Duke Lukela)
- Patrick St. Esprit (Vice Admiral Rhodes)
- Marina Fonseca (Sophie Larkin)
- Anne Leighton (Angela Larkin)
- Ryan Hynd (David Larkin)
- Cuyle Carvin (Lieutenant Jeff Larkin)
- Jeffrey W. James (Captain Sean Adams)
- Ocean Riley (Maggie Porter)
- William Mapother (Eric Porter)
- Natasha Henstridge (Caroline Porter)
- Brian J. White (Jason Hollier)
- Julius Ledda (Husband)
- Gareth Williams (Alan Pollard)
- Angela Gonzalo (Wife)
- Shelsea Apana (Director)
- Pamela Kimura (Teacher)
- Sharon Zimmer (Real Estate Agent)
- Matthew Lund (Browser)

Le 5-0 mène une enquête sur le kidnapping, pendant un spectacle de danse de son école, de Sophie Larkin, la fille de 7 ans d'un Navy Seal en mission top-secrète. Par la suite, un autre couple, Eric et Caroline Porter reçoivent l'appel d'un homme qui dit avoir kidnappé leurs fille, Maggie. Quand ils vont voir dans sa chambre, Maggie est saine et sauve. Le 5-0 conclu que les kidnappeurs devaient enlever Maggie, mais qu'ils se sont trompés et ont enlevé Sophie par erreur.  

### Épisode 3:Kanalu Hope Loa
- États-Unis /  Canada : 10 octobre 2014 sur CBS / Global
- Suisse : 8 mars 2015 sur RTS Un
- France : 21 mars 2015 sur M6

- États-Unis : 9,19 millions de téléspectateurs[22] (première diffusion)
- Canada : 1,931 million de téléspectateurs[23] (première diffusion + différé 7 jours)
- France : 3,12 millions de téléspectateurs[24] (première diffusion)

- Taylor Wily (Kamekona)
- Brian Yang (Charlie Fong)
- Anthony Ruivivar (Marco Reyes)
- Al Harrington (Mamo Kahike)
- Amanda Setton (Dr Mindy Shaw)
- Sumire Matsubara (Keilani Makua)
- Sonya Chang (Alana Duncan)
- Allie Gonino (Lea Nohoa)
- Erica Piccininni (Monica Wagner/Vanessa Hansen)
- Zurich Solomon (Agent Eric Keane)
- Amy Hill (Tour Guide)
- Greg Ellis (Thomas Farrow)

Le 5-0 enquête sur trois femmes qui, lors d'un braquage dans un bus touristique, ont tué un homme par accident, Nathan Wagner et blessé sa femme Monica au bras avant de s'enfuir avec le butin. La victime, Nathan Wagner était un homme d'affaires qui avait sur lui les codes d'une des plus grandes banques du pays. De plus, le 5-0 découvre que la femme de Nathan est morte d'un cancer il y a quelques années. Ils découvrent aussi que Monica Wagner est en réalité Vanessa Hansen, une dangereuse criminelle qui est à la recherche des codes que les trois femmes ont volé à Nathan.

### Épisode 4:Ka Noe'au
- États-Unis /  Canada : 17 octobre 2014 sur CBS / Global
- Suisse : 15 mars 2015 sur RTS Un
- France : 21 mars 2015 sur M6

- États-Unis : 9,18 millions de téléspectateurs[25] (première diffusion)
- Canada : 1,785 million de téléspectateurs[26] (première diffusion + différé 7 jours)
- France : 2,97 millions de téléspectateurs[24] (première diffusion)

- Taylor Wily (Kamekona)
- Anthony Ruivivar (Marco Reyes)
- Brian Yang (Charlie Fong)
- Dennis Chun (Sgt. Duke Lukela)
- Shawn Thomsen (Officer Pua Kai)
- Christopher Sean (Gabriel Waincroft)
- Enson Inoue (Mr. Ko)
- David Bell (Issac)
- Lee Tergesen (Gordon Bristol/Joseph Stegner)
- Timothy V. Murphy (en) (Nick Mercer/Valentine)
- Tiffany Rose Brown (Donna Kauloha)
- Jonny Lee (Gary Treventin)
- Alysia Reiner (Special Agent Chapman)
- Kalae Chung (Jacob)
- Carmen Argenziano (Albert Bagosa)
- Ryan Kalei Tsuji (TSA Uniform)
- Devon Nekoba (TSA Official)

Alors que Joseph Stegner, un tueur à gage qui a frappé à Detroit est éliminé par l'un de ses confrères dans les rues d'Oahu, le 5-0 est sous le choc quand il apprend le mobile très surprenant du tueur.

### Épisode 5:Ho'oilina
- États-Unis /  Canada : 24 octobre 2014 sur CBS / Global
- Suisse : 22 mars 2015 sur RTS Un
- France : 28 mars 2015 sur M6

- États-Unis : 8,92 millions de téléspectateurs[27] (première diffusion)
- Canada : 1,683 million de téléspectateurs[28] (première diffusion + différé 7 jours)
- France : 2,94 millions de téléspectateurs[29] (première diffusion)

- Taylor Wily (Kamekona)
- Shawn Garnett (Flippa)
- William Sadler (John McGarrett)
- Amanda Setton (Dr Mindy Shaw)
- Dennis Chun (Sgt. Duke Lukela)
- Greg Ellis (Thomas Farrow)
- Mirrah Foulkes (Ellie Clayton)
- Martin Copping (Paul Clayton)
- Nick Searcy (Ned Burrows)
- Chanel Marriott (Ellie Clayton in 1994)
- Walter Wong (Tony Malua)
- Steven Bauer (Jimmy Sykes)
- David Abrams (Bouncer)
- JR Lemon (en) (Jordan Lewis)
- Nicolai Makana Perez (6 Year Old McGarrett)

### Épisode 6:Ho'oma'ike
- États-Unis /  Canada : 31 octobre 2014 sur CBS / Global
- Suisse : 22 mars 2015 sur RTS Un
- France : 28 mars 2015 sur M6

- États-Unis : 9,47 millions de téléspectateurs[30] (première diffusion)
- Canada : 1,761 million de téléspectateurs[31] (première diffusion + différé 7 jours)
- France : 2,68 millions de téléspectateurs[29] (première diffusion)

- Taylor Wily (Kamekona)
- Dennis Chun (Sgt. Duke Lukela)
- Greg Ellis (Thomas Farrow)
- Mirrah Foulkes (Ellie Clayton)
- Matthew Lund (Browser/Lt. Colin Helms)
- Wes Robinson (Teddy)
- David DeLuise (Brad Weiss)
- Laiman Severson (Aaron Cole)
- Eric Dickerson (lui-même)
- Evan Kaolowi (Boy)
- Alexander Reinprecht (Man)
- Emmie Ray (Girl)

C'est Halloween et le 5-0 est à la recherche d'un tueur en série qui copie les meurtres décrits dans un film d'horreur culte.

### Épisode 7:Ina Paha
- États-Unis /  Canada : 7 novembre 2014 sur CBS / Global
- Suisse : 29 mars 2015 sur RTS Un
- France : 4 avril 2015 sur M6

- États-Unis : 8,95 millions de téléspectateurs[32] (première diffusion)
- Canada : 1,784 million de téléspectateurs[33] (première diffusion + différé 7 jours)
- France : 2,52 millions de téléspectateurs[34] (première diffusion)

- Taylor Wily (Kamekona)
- Mark Dacascos (Wo Fat)
- Ian Anthony Dale (Adam Noshimuri)
- Dennis Chun (Sgt. Duke Lukela)
- Teilor Grubbs (Grace Williams)
- Will Yun Lee (Sang Min)
- William Sadler (John McGarrett)
- James Marsters (Victor Hesse)
- Larisa Oleynik (Jenna Kaye)
- Gavin Rossdale (Johnny Moreau)
- Tracy Ifeachor (Eris)
- Nicolai Makana Perez (Young Steve)
- Pomai Lopez (Nurse M. Sanborn)
- Olena Heu (Reporter)
- Al Furuto (Manager)

### Épisode 8:Ka Hanu Malu
- États-Unis /  Canada : 21 novembre 2014 sur CBS / Global
- Suisse : 29 mars 2015 sur RTS Un
- France : 4 avril 2015 sur M6

- États-Unis : 10,07 millions de téléspectateurs[35] (première diffusion)
- Canada : 1,786 million de téléspectateurs[36] (première diffusion + différé 7 jours)
- France : 2,58 millions de téléspectateurs[34] (première diffusion)

- Taylor Wily (Kamekona)
- Shawn Garnett (Flippa)
- Carol Burnett (Deb McGarrett)
- Larry Manetti (Nicky « The Kid » Demarco)
- Frankie Valli (Leonard Cassano)
- Charlie Carver (Travis Kealoha)
- Nathan Kress (Jake Kealoha)
- John Billingsley (Eugene Goodman)
- Wilke Itzin (Tai Gable)
- Josie Davis (Patti Gable)
- Lauren Teruya (Teenager Girl)
- Alexander Rogers (Teenage Boy)
- Mark Ah Sing (Technician)
- Devon Kono (Piano Player)

### Épisode 9:Ke Koho Mamao Aku
- États-Unis /  Canada : 12 décembre 2014 sur CBS / Global
- Suisse : date inconnue sur RTS Un
- France : 11 avril 2015 sur M6

- États-Unis : 8,77 millions de téléspectateurs[37] (première diffusion)
- Canada : 1,605 million de téléspectateurs[38] (première diffusion + différé 7 jours)
- France : 2,51 millions de téléspectateurs[39] (première diffusion)

- Taylor Wily (Kamekona)
- Teilor Grubbs (Grace Williams)
- Shawn Garnett (Flippa)
- Shawn Thomsen (Officer Pua Kai)
- Dennis Chun (Sgt. Duke Lukela)
- Eidan Hanzei (Hawaii Detective Dean Alawa)
- Ravi Patel (Dr Sanjeet Dhawan)
- Ron Yuan (Al Mokuau)
- Maile Holck (Jill Kuikahi)
- Cody Easterbrook (Luke Pakele)
- Frank Ashmore (Jeff Harrison)
- Brad Hayes (Astronaut Richard Royce)
- Greg Wilson (Tree Lot Owner)
- Gregory Suenaga (Dr Joel Gavin)
- Hi'Inani Papapa (Older Woman)
- Holo Groendyke (Ranch Hand)
- Christopher Huffine (Keone Maka)

### Épisode 10:Wawahi moe'uhane
- États-Unis /  Canada : 2 janvier 2015 sur CBS / Global
- France : 11 avril 2015 sur M6

- États-Unis : 10,51 millions de téléspectateurs[40] (première diffusion)
- Canada : 1,72 million de téléspectateurs[41] (première diffusion + différé 7 jours)
- France : 2,55 millions de téléspectateurs[39] (première diffusion)

- Amanda Setton (Dr Mindy Shaw)
- Mirrah Foulkes (Ellie Clayton)
- William Forsythe (Harry Brown)
- Delys Kanemura Recca (Brooke Waiakea)
- Youngaisa Wily (Ani)
- Andrea Roth (Kiana Thompson)
- Carlie Casey (Annie Reese)
- Christopher Latronic (Cory Kaniaupio)
- Grace Phipps (Erica Young)
- Doug Savant (Robert Young)
- Eric Roberts (Richard Sheridan)
- Trevor Kuhn (David Waring)
- Krista Alvarez (Assistant)
- Byron Ono (Brooke's Father)

### Épisode 11:Ua 'aihue
- États-Unis /  Canada : 9 janvier 2015 sur CBS / Global
- France : 18 avril 2015 sur M6

- États-Unis : 11,5 millions de téléspectateurs[42] (première diffusion)
- Canada : 1,779 million de téléspectateurs[43] (première diffusion + différé 7 jours)
- France : 2,63 millions de téléspectateurs[44] (première diffusion)

- Taylor Wily (Kamekona)
- Dennis Chun (Sgt. Duke Lukela)
- Shawn Garnett (Flippa)
- Shawn Thomsen (Officer Pua Kai)
- Masaharu Morimoto (Himself)
- Benjamin Damon (Todd Wallace)
- Matilda Damon (Hailey Wallace)
- Danielle Hoetmer (Julia Wallace)
- Gerald Downey (Bryan Wallace)
- Rebecca Mader (Nicole Booth)
- Willie Garson (Gerard Hirsch)
- Casper Andreas (Tom Emery)
- Henri Lubatti (Lukas Janssen)
- Romualdo Castillo (Koslov)
- Sam Choy (Himself)
- Ari Dalbert (Boy)
- Augie T (Head Judge)

### Épisode 12:Poina 'ole
- États-Unis /  Canada : 16 janvier 2015 sur CBS / Global
- France : 18 avril 2015 sur M6

- États-Unis : 10,59 millions de téléspectateurs[45] (première diffusion)
- Canada : 1,872 million de téléspectateurs[46] (première diffusion + différé 7 jours)
- France : 2,63 millions de téléspectateurs[44] (première diffusion)

- Taylor Wily (Kamekona)
- Dennis Chun (Sgt. Duke Lukela)
- Teilor Grubbs (Grace Williams)
- Paige Hurd (Samantha Grover)
- Daniel Baldwin (Paul Delano)
- Shawn Thomsen (Officer Pua Kai)
- Sarah Jane Morris (Dr Christine Dupont)
- Brian Letscher (Mark Dupont)
- Wings Hauser (Walter Russell)
- Gregory Itzin (Aelx Mackey/Huhu)
- Esmond Chung (Dr Chad 'Ewalu)
- Rodney Oshiro (Mana Tahni)
- Kekoa Kekumano (Nahele Huikala)
- Axel Rollins (Grandson)

### Épisode 13:La Po'ino
- États-Unis /  Canada : 30 janvier 2015 sur CBS / Global
- France : 25 avril 2015 sur M6

- États-Unis : 10,5 millions de téléspectateurs[47] (première diffusion)
- Canada : 2,002 millions de téléspectateurs[48] (première diffusion + différé 7 jours)
- France : 2,59 millions de téléspectateurs[49] (première diffusion)

- Terry O'Quinn (Joe White)
- Clare Nono (Dr Nalani Dyer)
- Elaine Kao (Dr Jill Loi)
- Jana Park Moore (Lilian Rennick)
- Anna Belknap (Amy Lange)
- Hayden Harrington Brown (Kara Lange)
- Ian Bamberg (Beckham Lange)
- Cole Horibe (Mr. Denis Kula)
- Mikal Vega (Michael Carson)
- Jacek Latko (Merc #2)

- Anna Belknap qui joue dans cet épisode, AJ Buckley (épisode 15) et Melina Kanakaredes (épisode 16), ont tous trois joué dans la série Les Experts : Manhattan.

### Épisode 14:Powehiwehi
- États-Unis /  Canada : 6 février 2015 sur CBS / Global
- France : 25 avril 2015 sur M6

- États-Unis : 10,08 millions de téléspectateurs[50] (première diffusion)
- Canada : 1,868 million de téléspectateurs[51] (première diffusion + différé 7 jours)
- France : 2,59 millions de téléspectateurs[49] (première diffusion)

- Ian Anthony Dale (Adam Noshimuri)
- Dennis Chun (Sgt. Duke Lukela)
- Xzibit (Jason Decker)
- Greg Grunberg (Agent Jeff Morrison)
- Adam Burnett (Agent Patrick Corin)
- Michael Imperioli (Odell Martin)
- David Cordell (Sidney Ames)
- Frank Bayot (Valet)
- Tudor Munteanu (Emil Hossa)
- Ma'a Tanuvasa (Sheriff Marcus Kalawaia)
- Ana Alexander (Danielle / Roman Zednik)
- David Hirokane (Executive #1)

### Épisode 15:E 'Imi Pono
- États-Unis /  Canada : 13 février 2015 sur CBS / Global
- France : 2 mai 2015 sur M6

- États-Unis : 9,81 millions de téléspectateurs[52] (première diffusion)
- Canada : 1,985 million de téléspectateurs[53] (première diffusion + différé 7 jours)
- France : 2,72 millions de téléspectateurs[54] (première diffusion)

- Amanda Setton (Dr Mindy Shaw)
- Taylor Wily (Kamekona)
- Dennis Chun (Sgt. Duke Lukela)
- Teilor Grubbs (Grace Williams)
- Barkhad Abdi (Roko Contee)
- Grant Bowler (Ben Hamilton)
- Darrell Lake (Wesley Thomas)
- Hoon Lee (Kee Mun)
- AJ Buckley (Julius Brennan)
- Brian Gibson (Dad in Taxi)
- Ciara Fortuno (Little Girl)
- Feikamoh Massaquoi (Patrice Thomas)

- AJ Buckley qui joue dans cet épisode, Anna Belknap (épisode 13) et Melina Kanakaredes (épisode 16), ont tous trois joué dans la série Les Experts : Manhattan.

### Épisode 16:Nanahu
- États-Unis /  Canada : 20 février 2015 sur CBS / Global
- France : 2 mai 2015 sur M6

- États-Unis : 10,66 millions de téléspectateurs[55] (première diffusion)
- Canada : 1,926 million de téléspectateurs[56] (première diffusion + différé 7 jours)
- France : 2,74 millions de téléspectateurs[54] (première diffusion)

- Taylor Wily (Kamekona)
- Dennis Chun (Sgt. Duke Lukela)
- Shawn Garnett (Flippa)
- Paige Hurd (Samantha Grover)
- Lili Simmons (Amber Vitale)
- Michelle Wie (elle-même)
- Randy Couture (Jason Duclair)
- Melina Kanakaredes (Kathy Millwood)
- David Hoflin (Frank Simpson)
- Michael Hake (Hagan Mahoe)
- Bobby Davison (Ernie Watson)
- Haley Williams (Sabina Mahoe)
- Scott Stevenson (Homeless Man)
- Melissa Paulo (Meka Lono)
- Peter Roberts (Dr Isaac Cornett)
- Antonio Anagaran Jr. (Kala Lono)

- Melina Kanakaredes qui joue dans cet épisode, Anna Belknap (épisode 13) et AJ Buckley (épisode 15), ont tous trois joué dans la série Les Experts : Manhattan.

### Épisode 17:Kuka'awale
- États-Unis /  Canada : 27 février 2015 sur CBS / Global
- France : 9 mai 2015 sur M6

- États-Unis : 9,79 millions de téléspectateurs[57] (première diffusion)
- Canada : 1,848 million de téléspectateurs[58] (première diffusion + différé 7 jours)
- France : 2,4 millions de téléspectateurs[59] (première diffusion)

- Taylor Wily (Kamekona)
- Dennis Chun (Sgt. Duke Lukela)
- Shawn Garnett (Flippa)
- Max Weinberg (Norm)
- Cloris Leachman (Ruth Tennenbaum)
- Jon Lovitz (Barry Burns)
- Charlie Saxton (Ricky Schiff)
- Jessica Lowndes (Emma Mills)
- Arden Cho (Mia Price)
- Julien Foures (Josif Radzik)
- Zoltan Hayth (Jacob Anders/Radomir Ivanovich)

### Épisode 18:Pono Kaulike
- États-Unis /  Canada : 6 mars 2015 sur CBS / Global
- France : 16 mai 2015 sur M6

- États-Unis : 9,54 millions de téléspectateurs[60] (première diffusion)
- Canada : 1,791 million de téléspectateurs[61] (première diffusion + différé 7 jours)
- France : 2,61 millions de téléspectateurs[62](première diffusion)

- Terry O'Quinn (Joe White)
- Teilor Grubbs (Grace Williams)
- Christopher Sean (Gabriel Waincroft)
- Kekoa Kekumano (Nahele Huikala)
- Mirrah Foulkes (Ellie Clayton)
- Jimmy Buffett (Frank Bama)
- Eli Foster (Deputy V. Akanu)
- Raphael Sbarge (Sam Alexander)
- Robert Knepper (IA Detective Rex Coughlin)
- Cindy Ramirez (Teacher)
- Matthew Sato (Boy #1)
- Richard Cole Drake (Boy #2)
- Hector Luis Bustamante (Guard #1)
- Scott Nakasone (Deputy B. Branan)
- Kamakani De Dely (Desk Guard)
- Jesse Sapolu (Maleko Inoa)
- Mike Cho (Clerk)

### Épisode 19:Kahania
- États-Unis /  Canada : 13 mars 2015 sur CBS / Global
- Suisse : 10 mai 2015 sur RTS Un
- France : 23 mai 2015 sur M6

- États-Unis : 9,38 millions de téléspectateurs[63] (première diffusion)
- Canada : 1,831 million de téléspectateurs[64] (première diffusion + différé 7 jours)
- France : 2,38 millions de téléspectateurs[65](première diffusion)

- Michael Imperioli (Odell Martin)
- Ivo Nandi (Ari Bailan)
- Chris Kim (HPD Officer Eric Nohona)
- Jill Kuramoto (Chelsea Reed)
- Alden Ray (Levi Papani)
- Mark Ivanir (Garig Dobrian)
- Pogi Tevaga (Tauna Lahani)
- Sharon Aoki (Female Witness)
- Keo Woolford (HPD Detective Chang)
- Paulette Franco (Female Cashier)
- Steven Krueger (Eran Dobrian)

Après qu'un jeune homme blessé et pourchassé par un gang arménien s'est réfugié dans le salon de coiffure d'Odell Martin, Steve McGarrett s'y faisant coiffer va devoir défendre leurs trois vies des sbires du gang mais Steve va faire une découverte qui va tout remettre en question. 

### Épisode 20:'Ike Hanau
- États-Unis /  Canada : 3 avril 2015 sur CBS / Global
- Suisse : 17 mai 2015 sur RTS Deux
- France : 30 mai 2015 sur M6

- États-Unis : 8,87 millions de téléspectateurs[66] (première diffusion)
- Canada : 1,914 million de téléspectateurs[67] (première diffusion + différé 7 jours)
- France : 2,44 millions de téléspectateurs[68](première diffusion)

- Amanda Setton (Dr Mindy Shaw)
- Dennis Chun (Sgt. Duke Lukela)
- Michelle Hurd (Renee Grover)
- Shawn Thomsen (Officer Pua Kai)
- Mykelti Williamson (Clay Maxwell)
- Christian Martin (Richard Yeager)
- Kim Wayans (Diane Maxwell)
- Annika Bauer (Camper #1)
- Kavita Patil (Elaine Latu)
- Hopena Pokipala (Camper #2)
- Thomas H. Chang (Officer Jack Tseng)

Des amis de Lou, Clay Maxwell un ancien collègue et sa femme Diane, viennent à Hawaii pour leur 20e anniversaire de mariage. Cependant Diane décède peu après lors d'une randonnée et ça va éveiller les soupçons de Lou.

### Épisode 21:Ua Helele'i Ka Hoku
- États-Unis /  Canada : 10 avril 2015 sur CBS / Global
- France : 6 juin 2015 sur M6

- États-Unis : 8,7 millions de téléspectateurs[69] (première diffusion)
- Canada : 1,839 million de téléspectateurs[70] (première diffusion + différé 7 jours)
- France : 2,069 millions de téléspectateurs[71](première diffusion)

- Dennis Chun (Sgt. Duke Lukela)
- Christopher Sean (Gabriel Waincroft)
- Jon Lovitz (Barry Burns)
- Peter Dobson (Lane Collins)
- Johnny Valentine (Kung-Fu Elvis)
- Garry E. Moore (African American Elvis)
- Tommy D. (Grandpa Elvis)
- Amanda Stone (Trans Elvis)
- Jonathan Reed (Chubby Elvis)
- Evan Gamble (Kaleo Fisher)
- Calico Cooper (Jane Miller)
- Ilia Volok (Adrian Ivanovich)
- Nick Glass (Shooter)
- Yukiko Hata (Japanese Girl)
- Eddie Anderson (Swat Commander K. Hidoko)
- Wayne Nunez (Plain Clothed Elvis)

### Épisode 22:Ho’ Amoano
- États-Unis /  Canada : 24 avril 2015 sur CBS / Global
- France : 13 juin 2015 sur M6

- États-Unis : 8,35 millions de téléspectateurs[72] (première diffusion)
- Canada : 1,662 million de téléspectateurs[73] (première diffusion + différé 7 jours)
- France : 2,33 millions de téléspectateurs[74] (première diffusion)

- Taylor Wily (Kamekona)
- Dennis Chun (Sgt. Duke Lukela)
- Jaleel White (Nolan Fremont)
- Pauly Shore (Jake Lockhard)
- Kevin Farley (Mickey Dickson)
- Todd Robert Anderson (Raymond Garvey)
- Michael Jeong (Landen Pang)
- Camila Banus (Tori Onuma)
- Emmanuelle Roumain (Calina Franco)
- Dan Cooke (Grant Sutherland)
- HPD Police Chief Kealoha (lui-même)
- Brandon Marc Higa (Room Service Attendant)
- Cassie Dzienny (Halona Wilson)
- Kaui Kauhi (Kazuki Takata)
- Ryan Pagan (HPD Officer)
- Elvi Alberto (Female Hot Employee)
- Emily Heskett (Hot Girl #1)
- Tessa Goodwin (Hot Girl #2)
- Nira Torres (Woman)

### Épisode 23:Mo'o 'olelo pu
- États-Unis /  Canada : 1er mai 2015 sur CBS / Global
- Suisse : 7 juin 2015 sur RTS Un
- France : 13 juin 2015 sur M6

- États-Unis : 8,6 millions de téléspectateurs[75] (première diffusion)
- Canada : 1,636 million de téléspectateurs[76] (première diffusion + différé 7 jours)
- France : 2,50 millions de téléspectateurs[74](première diffusion)

- Taylor Wily (Kamekona)
- Dennis Chun (Sgt. Duke Lukela)
- Teilor Grubbs (Grace Williams)
- Shawn Garnett (Flippa)
- Kala Alexander (Kawika)
- Ken Narasaki (Ke’ano Kalakaua)
- Catherine Haena Kim (Nani Kalakaua)
- Philip Moon (Makai Akana)
- Jordan Rodrigues (Carter Akana)
- Miya Cech (Young Kono)
- Skylar Keiler (Willie Moon)
- Steve M. Gagnon (Coast Guard Captain Belson)
- Robert Flores (Coast Guard Lieutenant Young)
- Ian Neville-Neil (Chopper Pilot)

Proverbes
- 00 : 00 (Out of water, I am nothing) : Hors de l’eau, je ne suis rien
- 10 : 22 “Pua a’e la ka uwahi o ka moe” (The smoke seen in the dream now rises) : La fumée vue dans le rêve maintenant se lève
- 18 :13 “ Ku i ka nana” (a child behaves like those who reared him) : Un enfant se comporte comme ceux qui l'ont élevé
- 25 : 07 “A’o i ke koa, e a’o no ka holo” (when one learns to be a warrior, one must also learn to run) : Quand quelqu'un aprend à être un guerrier, il doit aussi apprendre à courir
- 34 : 13 “O na h_k_ no na kiu o ka lani” (The stars are the spies of heaven) : Les étoiles sont les espions du paradis

### Épisode 24:Luapo'i
- États-Unis /  Canada : 8 mai 2015 sur CBS[77] / Global
- Suisse : 14 juin 2015 sur RTS Un
- France : 20 juin 2015 sur M6

- États-Unis : 8,57 millions de téléspectateurs[78] (première diffusion)
- Canada : 1,873 million de téléspectateurs[79] (première diffusion + différé 7 jours)
- France : 2,19 millions de téléspectateurs[80](première diffusion)

- Claire van der Boom (Rachel Edwards)
- Lili Simmons (Melissa Armstrong)
- Duane "Dog" Chapman (lui-même)
- Zach Sulzbach (Charlie Edwards)
- Matt Lasky (Greg Farmer)
- Catherine Bach (Amy Harlan)
- Brad William Henke (Richie Malloy)
- Robert Curtis Brown (Malcolm Leddy)
- Michael Rodrick (Andrew Pelham)
- Alex Suh (Japanese Man)
- Alexis DeLarosa (HPD Officer Derek Nuss)
- Frankie Wagner (Jennifer Leddy)

### Épisode 25:A Make Kaua
- États-Unis /  Canada : 8 mai 2015 sur CBS[77] / Global
- Suisse : 14 juin 2015 sur RTS Un
- France : 20 juin 2015 sur M6

- États-Unis : 8,27 millions de téléspectateurs[78] (première diffusion)
- Canada : 1,653 million de téléspectateurs[79] (première diffusion + différé 7 jours)
- France : 2,26 millions de téléspectateurs[80](première diffusion)

- Taylor Wily (Kamekona)
- Michelle Borth (Catherine Rollins)
- Ian Anthony Dale (Adam Noshimuri)
- Dennis Chun (Sgt. Duke Lukela)
- Teilor Grubbs (Grace Williams)
- Christopher Sean (Gabriel Waincroft)
- Michelle Hurd (Renee Grover)
- Shawn Garnett (Flippa)
- Jeffrey Nordling (Josh Bennett)
- Ken Narasaki (Ke’ano Kalakaua)
- Tia Carrere (Makana Kalakaua)
- Sammy Sheik (Kahilil)
- Ken Davitian (Omar Sadek)
- Steve Shropshire (Husband)
- Candes Gentry (Wife)
- Lee Marquez (HFD Tech)
- Matthew Webb (Emile/Trolly Driver)
- Catherine Haena Kim (Nani Kalakaua)

## Cotes d'écoute au Canada anglophone

### Portrait global
- La moyenne de cette saison est d’environ 1,83 million de téléspectateurs[Note 1].
- Note: Les cotes d'écoute au Canada sont toujours mesurées par la même compagnie, cette dernière ayant changé de nom durant l'été 2014. Ainsi BBM Canada est devenu Numeris.

### Données détaillées
| Numéro épisode | Titre original       | Titre anglophone        | Diffuseur | Date de diffusion originale (2014-2015) | Heure         | Cotes d'écoute (en téléspectateurs) | Classement soirée | Classement semaine |
| -------------- | -------------------- | ----------------------- | --------- | --------------------------------------- | ------------- | ----------------------------------- | ----------------- | ------------------ |
| 1              | Aʻohe Kahi e Peʻe Ai | Nowhere to Hide         | Global    | Vendredi 26 septembre 2014              | 21h00 HE / HP | 2 141 000                           | 1                 | 13                 |
| 2              | Ka Makuakane         | Family Man              | Global    | Vendredi 3 octobre 2014                 | 21h00 HE / HP | 1 977 000                           | 3                 | 17                 |
| 3              | Kanalu Hope Loa      | The Last Break          | Global    | Vendredi 10 octobre 2014                | 21h00 HE / HP | 1 931 000                           | 2                 | 16                 |
| 4              | Ka Noeʻau            | The Painter             | Global    | Vendredi 17 octobre 2014                | 21h00 HE / HP | 1 785 000                           | 3                 | 17                 |
| 5              | Hoʻoilina            | Legacy                  | Global    | Vendredi 24 octobre 2014                | 21h00 HE / HP | 1 683 000                           | 4                 | 20                 |
| 6              | Hoʻomaʻike           | Unmasked                | Global    | Vendredi 31 octobre 2014                | 21h00 HE / HP | 1 761 000                           | 3                 | 19                 |
| 7              | Ina Paha             | If Perhaps              | Global    | Vendredi 7 novembre 2014                | 21h00 HE / HP | 1 784 000                           | 3                 | 13                 |
| 8              | Ka Hana Malu         | Inside Job              | Global    | Vendredi 21 novembre 2014               | 21h00 HE / HP | 1 786 000                           | 4                 | 18                 |
| 9              | Ke Koho Mamao Aku    | Longshot                | Global    | Vendredi 12 décembre 2014               | 21h00 HE / HP | 1 605 000                           | 4                 | 16                 |
| 10             | Wawahi Moe’ Uhane    | Broken Dreams           | Global    | Vendredi 2 janvier 2015                 | 21h00 HE / HP | 1 720 000                           | 3                 | 5                  |
| 11             | Ua’ Aihue            | Stolen                  | Global    | Vendredi 9 janvier 2015                 | 21h00 HE / HP | 1 779 000                           | 3                 | 15                 |
| 12             | Poina ʻOle           | Not Forgotten           | Global    | Vendredi 16 janvier 2015                | 21h00 HE / HP | 1 872 000                           | 2                 | 8                  |
| 13             | La Po’Ino            | Doomsday                | Global    | Vendredi 30 janvier 2015                | 21h00 HE / HP | 2 002 000                           | 2                 | 9                  |
| 14             | Powehiwehi           | Blackout                | Global    | Vendredi 6 février 2015                 | 21h00 HE / HP | 1 868 000                           | 3                 | 14                 |
| 15             | E’Imi Pono           | Searching for the Truth | Global    | Vendredi 13 février 2015                | 21h00 HE / HP | 1 985 000                           | 2                 | 13                 |
| 16             | Nanahu               | Embers                  | Global    | Vendredi 20 février 2015                | 21h00 HE / HP | 1 926 000                           | 2                 | 14                 |
| 17             | Kuka' Awale          | Stakeout                | Global    | Vendredi 27 février 2015                | 21h00 HE / HP | 1 848 000                           | 2                 | 15                 |
| 18             | Pono Kaulilke        | Justice For All         | Global    | Vendredi 6 mars 2015                    | 21h00 HE / HP | 1 791 000                           | 3                 | 11                 |
| 19             | Kahania              | Close Shave             | Global    | Vendredi 13 mars 2015                   | 21h00 HE / HP | 1 831 000                           | 3                 | 13                 |
| 20             | Ike Hanau            | Instinct                | Global    | Vendredi 3 avril 2015                   | 21h00 HE / HP | 1 914 000                           | 2                 | 8                  |
| 21             | Ua Helele'i Ka Hoku  | Fallen Star             | Global    | Vendredi 10 avril 2015                  | 21h00 HE / HP | 1 839 000                           | 3                 | 11                 |
| 22             | Ho’ Amoano           | Chasing Yesterday       | Global    | Vendredi 24 avril 2015                  | 21h00 HE / HP | 1 662 000                           | 4                 | 19                 |
| 23             | Mo’O’Olelo Pu        | Sharing Traditions      | Global    | Vendredi 1er mai 2015                   | 21h00 HE / HP | 1 636 000                           | 3                 | 14                 |
| 24             | Luapo’I              | Prey                    | Global    | Vendredi 8 mai 2015                     | 21h00 HE / HP | 1 873 000                           | 1                 | 9                  |
| 25             | A Make Kaua          | Until We Die            | Global    | Vendredi 8 mai 2015                     | 22h00 HE / HP | 1 653 000                           | 4                 | 15                 |